# Епископ
Епископът (от гръцки – επίσκοπος, буквално „надзорник“) е висше християнско духовно лице.
Епископският сан е най-висшият от трите в църковната йерархия. Епископът осъществява основното духовно и административно ръководство на своята епархия, която се състои от енории (от няколко до десетки). В традицията на християнството епископите се възприемат като преки наследници на апостолите, т.е. те са наследили по приемственост духовната си власт от тях.
Епископът е висш духовен водач в рамките на своя диоцез. Той няма право пряко да се меси в делата на другите епархии. Дори няма право да пребивава на територията на друга епархия без изричното съгласие на нейния титуляр.
Първите епископи са ръкополагани от апостолите като техни наместници. В исторически план отговорностите, правата и ролята на епископа остава почти непроменени. Претърпяват промяна по-скоро правилата за избор и ръкополагане на епископ, въведени са и някои ограничения – в първите векове на християнството например са съществували т.нар. „хорепископи“, или „селски епископи“. С течение на времето при централизацията на църковната власт, те престават да съществуват. В Източноправославната и Римокатолическата църква е възприета практиката, наследена още от средните векове, епископът да бъде излъчван от средите на „черното духовенство“, т.е. трябва да бъде монах. В поместните църкви са възприети и други допълнителни условия, в Българската православна църква (БПЦ) например едно от тях е кандидатът да има висше богословско образование.
Нов епископ се избира от събрание на вече действащи епископи с вишегласие. В БПЦ епископът се избира от Св. Синод. След избора си, епископът бива ръкополаган от поне трима (в изключителни случаи – от двама) други епископи.
Титлите „папа“, „патриарх“, „митрополит“, „архиепископ“ са именно титли, и техните носители са именно епископи. Така епископът на Рим по дефиниция е „папа“, Софийският епископ (митрополит) е и български патриарх. В БПЦ, както и в повечето поместни православни църкви, епископите с реална епархия са митрополитите. Останалите обикновено носят името на древна, несъществуваща вече епархия – Велички, Крупнишки, Левкийски, и т.н. епископ. Съществува длъжността „викариен епископ“, който е ресорен помощник на митрополита при осъществяването на властта му. В Римокатолическата църква обикновено носят титлата „монсеньор“, което е по-скоро почетно обръщение и носителят му не е непременно да бъде епископ. Тук трябва да се направи уточнението, че кардиналите не са непременно епископи – те могат да бъдат също дякони и презвитери. В повечето протестантски църкви епископският сан е съхранен, но в някои от тях, например при т. нар. „презвитерианци“, е отпаднал. В някои религиозни общности, като „Светиите от последните дни“ (мормони) се използва в твърде различно от общото си значение.
С епископа се свързват и понятията „катедра“, „катедрала“ („катедрален храм“). Катедрата е условно мястото, откъдето епископът осъществява своята духовна власт и е свързана с храма, където епископът редовно извършва богослужения и произнася проповеди. Този храм се нарича „катедрален“, или „катедрала“. София е един от градовете, в които има повече от един катедрален храм – „Св. Александър Невски“ (катедра на Българския патриарх) и „Св. Неделя“ (седалище на Софийския митрополит). В миналото софийска катедрала е била църквата „Св. София“. За римокатолиците в България църквите „Св. Йосиф“ (за западен, или латински обред) и „Успение богородично“ (за източния обред, т.нар. „униати“), също имат статут на катедрални храмове.